# Rákszabásúak
A rákszabásúak (Merostomata) az ízeltlábúak törzsének (Arthropoda), a csáprágósok altörzsének (Chelicerata) egyik osztálya. A ma élő legősibb csáprágós ízeltlábúaknak tekinthetők, valódi élő kövületek. A rendkívüli állatcsoportot ma mindössze négy óceáni faj képviseli. Fontos kiemelni, hogy nem azonosak a rákokkal.

## Anatómiai jellegzetességek
A ma élő rákszabásúak teste lópatkó formájú, amelyet a félkör alakú előtest és a kisebb, hatszögletes körvonalú utótest épít fel. A hátoldalon mindkét testtáj egységes, szelvényezetlen. Mindkettőn egységes hátfedő található, s a két testtájat mély ízületi árok választja el egymástól. A potroh faroktövisben (telson) végződik, mely a csoport névadó jellegzetessége.
A hasoldalon egyértelműen látható a szelvényezettség, főképp a végtagok töveinél. Az előtest végtagjai a csáprágók (egy pár) és a hat pár, pálca alakú járóláb, melyek páronként egy-egy szelvényen foglalnak helyet. Valamennyi végtag két utolsó íze ollóban végződik, így a csáprágó is, tehát nem a pókokra jellemző karmos, méregmiriggyel ellátott csáprágójuk, hanem ollós csáprágójuk van. A hetedik szelvényen – mely teljes egészében összeforrt az előtesttel – egy pár tüskeszerű függeléket találunk, melyek az utolsó járólábak csípői és az erősen hátratolódott szájnyílás között fekszenek, s valamiféle páros alsó ajkat alkotnak.
Az utótest szelvényei igen lapos, széles végtagokat viselnek. A nyolcadik szelvényem – amely az ivarszelvény – a potrohi lábak összeolvadtak, s jellegzetes fedőt (operculum) hoztak létre, mely maga alá rejti a következő lábpárt. Ezenkívül az operkulum végén található a páros ivarnyílás is. A következő öt szelvényen további potrohi lábak helyezkednek el, melyek végén egyenként 150 külső ektodermális kopoltyúlemez található.

## Életmódjuk

### Táplálkozás
Sokféle emésztőszervek jellemzik, hiszen táplálkozásmódjuk változatos. Elő és utóbelük kitinnel bélelt. Az emésztő nedveket a középbéli mirigy (hepatopancreas) termeli és a tápanyagfelszívásért és a raktározási funkciókért is ez a mirigy felelős